# Mantronix
Mantronix foi um inovador e influente grupo de hip-hop e electro fundado pelo DJ Kurtis Mantronik (Kurtis el Khaleel), e o rapper MC Tee (Touré Embden).  Mantronix mesclou diversos gêneros musicais em seu trabalho e teve diversas formações durante seus 7 anos de existência (1984–1991).

## História

### Os primeiros anos –1984-1988
Em 1984, enquanto trabalhava na Downtown Records em Manhattan, Kurtis Mantronik, um imigrante jamaicano conheceu MC Tee, haitiano que morava no Brooklyn e que era um consumidor assíduo da loja.  A dupla logo gravou a primeira demo, "Fresh Is The Word," e assinou contrato com William Socolov da Sleeping Bag Records.

#### Mantronix: The Album
O primeiro single do grupo, "Fresh Is the Word," foi um sucesso nos clubes em 1985, atingindo o número 16 da revista Billboard e fez parte do álbum de estréia, que foi lançado naquele mesmo ano.
A influência de Mantronix: The Album entre outros artistas é notória. Trechos de "Needle To The Groove" aparecem na faixa "Where It's At" do artista Beck no álbum de 1996 Odelay: ("we've got two turntables and a microphone..."), assim como trechos de "Fresh Is The Word" usados pelos Beastie Boys no single "Jimmy James" do álbum Check Your Head de 1992: ("for all the Blacks, Puerto Ricans, and the White people too...").

#### Music Madness
O segundo álbum Music Madness foi lançado em 1986.  Enquanto MC Tee continuava com o estilo tradicional nos vocais, apresentado no primeiro disco, o estilo de produção de Mantronik se aproximava mais dos clubes, atraindo mais fãs de música eletrônica e electro do que os tradicionais fãs de hip-hop. Durante este período Mantronik foi encarregado pela Sleeping Bag em contratar novos artistas e ao mesmo tempo produzir para Just-Ice, T La Rock, Nocera e Joyce Sims.

#### In Full Effect
Mantronix assinou com a Capitol Records em 1987 e lançou In Full Effect em 1988, que foi o primeiro álbum a ser masterizado do DAT ao contrário das tradicionais fitas. In Full Effect continuou na mesma linha hip-hop/electro funk/dance de seu predecessor. In Full Effect marcou a saída do rapper MC Tee, que deixou o grupo e se alistou na Força Aérea dos Estados Unidos.

### Anos finais - 1989-1991

#### This Should Move Ya
Após a saída de MC Tee, o rapper Bryce "Luvah" Wilson, e o sobrinho de Mantronik, D.J. D, se juntaram ao grupo para o lançamento de This Should Move Ya de 1990.  Mantronik conheceu Wilson, um antigo amigo da gravadora Sleeping Bag Records enquanto produzia o álbum solo do rapper que acabou sendo abortado.
O álbum conseguiu dois sucessos nas paradas britânicas "Got to Have Your Love" e "Take Your Time".  Nos Estados Unidos o álbum atingiu o número 61 nas paradas de hip-hop.
Em uma entrevista de 1991, Kurtis Mantronik comentou a respeito do sucesso comercial de "Got To Have Your Love":
| “ | Quando eu fiz "Got To Have Your Love", eu fiz por uma razão. Eu fiz porque eu queria uma canção no rádio. | ” |

#### The Incredible Sound Machine
O último disco do Mantronix, com a vocalista Jade Trini Goring substituindo D.J. D,  foi The Incredible Sound Machine em 1991. Angie Stone foi co-autora de sete das onze faixas que fizeram parte de The Incredible Sound Machine.  O álbum que tendia ao R&B, new jack swing e dance music foi tratado com desapontamento pela crítica e considerado um fracasso de vendas.
Após uma curta turnê pela Europa para promoção do disco, o grupo se desintegrou e Mantronik ficou fora da indústria da música por sete anos.
Kurtis Mantronik ressurgiu na Europa no final dos anos 90, produzindo house e techno e se mantem ativo até os dias de hoje.

## Discografia

### Álbuns
| Informação geral |
| --- |
| Mantronix: The Album - Lançamento: 1985 - Singles: "Fresh Is The Word", "Bassline", "Needle To The Groove", "Ladies"                       |
| Music Madness - Lançamento: 1986 - Singles: "Who Is It?", "Scream", "We Control The Dice"                                                  |
| In Full Effect - Lançamento: 1988 - Singles: "Simple Simon", "Join Me Please...", "Do You Like...Mantronik?"                               |
| This Should Move Ya - Lançamento: 1990 - Certificação RIAA: Ouro - Singles: "Got To Have Your Love", "Take Your Time (Featuring Wondress)" |
| The Incredible Sound Machine - Lançamento: 1991 - Singles: "Don't Go Messin' With My Heart", "Step To Me"                                  |

### Compilações
| Informação geral |
| --- |
| The Best of Mantronix (1986-1988) - Lançamento: 1990 |
| The Best of Mantronix 1985-1999 - Lançamento: 15 de Março de 1999 - Singles: "Needle To The Groove", "Bassline", "King Of The Beats", "Push Yer Hands Up" |
| That's My Beat - Lançamento: 2002 |
| Remixed & Rare - Lançamento: 25 de Maio de 2004 |
| The Ultra Selection - Lançamento: 14 de Março de 2005 |